# Ромоланд (Калифорнија)
Ромоланд (енгл. Romoland) насељено је место без административног статуса у америчкој савезној држави Калифорнија.

## Демографија
По попису из 2010. године број становника је 1.684, што је 1.08 (-39,1%) становника мање него 2000. године.
| Група             | 2000.         | 2010.       |
| Белци             | 1.092 (39,5%) | 685 (40,7%) |
| Афроамериканци    | 69 (2,5%)     | 65 (3,9%)   |
| Азијати           | 9 (0,3%)      | 35 (2,1%)   |
| Хиспаноамериканци | 1.530 (55,4%) | 865 (51,4%) |
| Укупно            | 2.764         | 1.684       |